# Novo Basquete Brasil de 2018–19
O Novo Basquete Brasil de 2018–19 foi uma competição brasileira de basquete organizada pela Liga Nacional de Basquete, tendo sido a 11.ª edição deste campeonato, que é organizado pela LNB com a chancela da Confederação Brasileira de Basketball. O NBB garante vagas para torneios internacionais como a Liga das Américas e a Liga Sul-Americana de Basquete.
Entre as novidades deste ano estavam as participações do Corinthians, que voltou ao basquete adulto em 2017, após 16 anos de inatividade, e foi campeão da Liga Ouro de 2018; e do São José, vice campeão da Liga Ouro e que retorna à elite depois três temporadas; além da mudança de sede – de Salvador para Brasília – da franquia da Universo, após o fim da parceria com o Vitória e início com o Brasília Basquete. Já as equipes que deixaram a competição foram a Liga Sorocabana e o Campo Mourão, rebaixadas na edição anterior; e o Caxias do Sul, que, mesmo após terminar a última temporada na sexta posição, não conseguiu patrocinadores e alegou falta de recursos para permanecer no torneio.

## Regulamento
Os times jogarão entre si em turno e returno e os 12 melhores colocados ao término da fase de classificação avançarão aos playoffs. Os quatro primeiros garantem vaga direta nas quartas de final. Já as equipes de 5.º ao 12.º lugares disputam as oitavas de final em melhor de três partidas. A partir das quartas, as séries vão para o formato de cinco jogos, no modelo 1-2-1-1, com os jogos 2, 3 e 5 sendo realizados na casa da equipe de melhor campanha na fase de classificação. A pior equipe na fase de classificação será rebaixada ao campeonato de acesso a ser definido.

## Transmissão
Com o encerramento do contrato de dez anos com o Grupo Globo, a LNB abriu concorrência e diversificou seus parceiros de transmissão. Pela primeira vez, o canal por assinatura SporTV não televisionará uma edição do NBB, que será transmitida por outros três canais fechados: BandSports, Fox Sports e ESPN. Na TV aberta, assim como no ano anterior, a exclusividade continua com a Band. Além disso, as páginas da NBB no Facebook e no Twitter também transmitirão alguns jogos. Dessa forma, a quantidade de partidas exibidas ao público passará para cerca de 75%, com transmissões de segunda-feira a sábado em variados canais e plataformas.

## Participantes
| Equipe            | Cidade              | Estado | Em 2017-18           | Ginásio                                            | Capacidade   | Títulos do NBB (último) |
| ----------------- | ------------------- | ------ | -------------------- | -------------------------------------------------- | ------------ | ----------------------- |
| AABJ-Joinville    | Joinville           | SC     | 13.º (NBB 2017-18)   | Centreventos Cau Hansen                            | 4 000        | 0 (não possui)          |
| Basquete Cearense | Fortaleza           | CE     | 8.º (NBB 2017-18)    | Centro de Formação Olímpica Ginásio Paulo Sarasate | 17 100 8 822 | 0 (não possui)          |
| Bauru             | Bauru               | SP     | 4.º (NBB 2017-18)    | Panela de Pressão                                  | 2 000        | 1 (2016–17)             |
| Botafogo          | Rio de Janeiro      | RJ     | 12.º (NBB 2017-18)   | Ginásio Oscar Zelaya                               | 720          | 0 (não possui)          |
| Corinthians       | São Paulo           | SP     | 1.º (Liga Ouro 2018) | Ginásio Wlamir Marques                             | 6 500        | 0 (não possui)          |
| Flamengo          | Rio de Janeiro      | RJ     | 3.º (NBB 2017-18)    | Tijuca Tênis Clube Arena Carioca 1                 | 2 000 6 000  | 5 (2015–16)             |
| Franca            | Franca              | SP     | 5.º (NBB 2017-18)    | Pedrocão                                           | 6 000        | 0 (não possui)          |
| Minas             | Belo Horizonte      | MG     | 7.º (NBB 2017-18)    | Arena Minas TC                                     | 4 000        | 0 (não possui)          |
| Mogi das Cruzes   | Mogi das Cruzes     | SP     | 2.º (NBB 2017-18)    | Hugo Ramos                                         | 5 000        | 0 (não possui)          |
| Paulistano        | São Paulo           | SP     | 1.º (NBB 2017-18)    | Antônio Prado Júnior                               | 1 280        | 1 (2017–18)             |
| Pinheiros         | São Paulo           | SP     | 9.º (NBB 2017-18)    | Henrique Villaboim                                 | 850          | 0 (não possui)          |
| São José          | São José dos Campos | SP     | 2.º (Liga Ouro 2018) | Linneu de Moura                                    | 1 600        | 0 (não possui)          |
| Universo/Brasília | Brasília            | DF     | 10.º (NBB 2017-18)   | ASCEB Nilson Nelson                                | 1 100 11 397 | 0 (não possui)          |
| Vasco da Gama     | Rio de Janeiro      | RJ     | 11.º (NBB 2017-18)   | Vasco da Gama                                      | 1 000        | 0 (não possui)          |

## Primeira fase

### Classificação
| Pos | Times             | %    | Pts | J  | V  | D  | C    | F    | PF   | PS   | SP   | Classificação ou rebaixamento          |
| --- | ----------------- | ---- | --- | -- | -- | -- | ---- | ---- | ---- | ---- | ---- | -------------------------------------- |
| 1   | Franca            | 88.5 | 49  | 26 | 23 | 3  | 12-1 | 11-2 | 2258 | 1992 | 266  | Classificados para as quartas de final |
| 2   | Flamengo          | 84.6 | 48  | 26 | 22 | 4  | 12-1 | 10-3 | 2197 | 1836 | 361  | Classificados para as quartas de final |
| 3   | Pinheiros         | 80.8 | 47  | 26 | 21 | 5  | 11-2 | 10-3 | 2154 | 1976 | 178  | Classificados para as quartas de final |
| 4   | Mogi das Cruzes   | 65.4 | 43  | 26 | 17 | 9  | 9-4  | 8-5  | 2195 | 2095 | 100  | Classificados para as quartas de final |
| 5   | Paulistano        | 61.5 | 42  | 26 | 16 | 10 | 8-5  | 8-5  | 2209 | 2098 | 111  | Classificados para as oitavas de final |
| 6   | Botafogo          | 46.2 | 38  | 26 | 12 | 14 | 8-5  | 4-9  | 1956 | 1998 | –42  | Classificados para as oitavas de final |
| 7   | Corinthians       | 46.2 | 38  | 26 | 12 | 14 | 8-5  | 4-9  | 2079 | 2075 | 4    | Classificados para as oitavas de final |
| 8   | Bauru             | 42.3 | 37  | 26 | 11 | 15 | 6-7  | 5-8  | 2017 | 2065 | –48  | Classificados para as oitavas de final |
| 9   | Minas             | 42.3 | 37  | 26 | 11 | 15 | 8-5  | 3-10 | 2043 | 2105 | –62  | Classificados para as oitavas de final |
| 10  | Universo/Brasília | 38.5 | 36  | 26 | 10 | 16 | 6-7  | 4-9  | 2022 | 2182 | –160 | Classificados para as oitavas de final |
| 11  | São José          | 34.6 | 35  | 26 | 9  | 17 | 5-8  | 4-9  | 2039 | 2117 | –78  | Classificados para as oitavas de final |
| 12  | Basquete Cearense | 30.8 | 34  | 26 | 8  | 18 | 6-7  | 2-11 | 1915 | 2034 | –119 | Classificados para as oitavas de final |
| 13  | Vasco da Gama     | 19.2 | 31  | 26 | 5  | 21 | 2-11 | 3-10 | 1933 | 2235 | –302 |                                        |
| 14  | AABJ-Joinville    | 19.2 | 31  | 26 | 5  | 21 | 3-10 | 2-11 | 1999 | 2208 | –209 |                                        |

### Confrontos
Para ler a tabela, a linha horizontal representa os jogos da equipe como mandante. A coluna vertical indica os jogos da equipe como visitante.
|                   | CEA    | BAU     | BOT     | COR    | FLA    | FRA    | JOI     | MIN   | MOG   | PAU   | PIN   | SJO   | UNI   | VAS    |
| Basquete Cearense |        | 82-73   | 65-54   | 77-90  | 54-73  | 82-91  | 88-77   | 70-61 | 60-73 | 65-77 | 79-81 | 76-86 | 76-63 | 66-60  |
| Bauru             | 82-71  |         | 82-63   | 92-81  | 47-77  | 69-70  | 84-76   | 81-68 | 81-96 | 85-64 | 68-75 | 63-75 | 75-76 | 76-80  |
| Botafogo          | 78-69  | 74-80   |         | 86-71  | 67-73  | 69-71  | 62-64   | 79-62 | 90-86 | 77-74 | 76-91 | 84-74 | 79-65 | 79-74  |
| Corinthians       | 57-55  | 87-83   | 84-77   |        | 68-91  | 80-83  | 92-83   | 97-82 | 90-79 | 83-92 | 77-80 | 74-82 | 91-79 | 85-72  |
| Flamengo          | 100-82 | 80-72   | 102-73  | 72-64  |        | 79-74  | 76-75   | 82-60 | 93-73 | 95-87 | 61-74 | 96-83 | 97-54 | 90-70  |
| Franca            | 82-74  | 88-71   | 74-77   | 83-60  | 84-77  |        | 84-72   | 83-66 | 82-65 | 89-73 | 93-78 | 95-93 | 83-69 | 101-75 |
| Joinville         | 72-69  | 89-56   | 54-59   | 72-98  | 50-89  | 80-95  |         | 80-89 | 84-90 | 87-97 | 68-87 | 87-84 | 77-84 | 81-92  |
| Minas             | 95-85  | 93-89   | 85-77   | 72-69  | 80-91  | 86-103 | 85-73   |       | 97-99 | 88-85 | 83-79 | 75-80 | 68-74 | 93-65  |
| Mogi das Cruzes   | 100-72 | 73-67   | 89-72   | 102-96 | 74-81  | 89-95  | 81-67   | 65-64 |       | 89-91 | 77-83 | 88-82 | 97-82 | 90-88  |
| Paulistano        | 72-60  | 74-76   | 100-104 | 82-78  | 97-84  | 86-93  | 109-97  | 81-76 | 75-85 |       | 85-91 | 88-82 | 83-82 | 109-65 |
| Pinheiros         | 88-86  | 92-81   | 69-67   | 76-85  | 81-73  | 91-79  | 92-70   | 87-75 | 78-71 | 71-82 |       | 88-86 | 79-61 | 112-80 |
| São José          | 92-86  | 74-83   | 79-72   | 61-72  | 57-64  | 80-98  | 102-100 | 62-71 | 74-96 | 65-73 | 67-83 |       | 87-75 | 82-68  |
| Universo/Brasília | 80-87  | 105-113 | 82-64   | 84-82  | 69-94  | 73-101 | 98-90   | 88-77 | 76-80 | 71-97 | 81-77 | 81-73 |       | 76-77  |
| Vasco da Gama     | 77-79  | 82-88   | 79-97   | 78-68  | 67-107 | 78-84  | 66-74   | 81-92 | 75-88 | 60-76 | 65-71 | 81-77 | 78-94 |        |

## Playoffs
Negrito – Vencedor das séries
Itálico – Time com vantagem de mando de quadra

### Confrontos
|  | Oitavas de final (Melhor de 3) | Oitavas de final (Melhor de 3) | Oitavas de final (Melhor de 3) |  |  | Quartas de final (Melhor de 5) | Quartas de final (Melhor de 5) | Quartas de final (Melhor de 5) |   |   | Semifinal (Melhor de 5) | Semifinal (Melhor de 5) | Semifinal (Melhor de 5) |  |  | Final (Melhor de 5) | Final (Melhor de 5) | Final (Melhor de 5) |
|  |                                |                                |                                |  |  |                                |                                |                                |   |   |                         |                         |                         |  |  |                     |                     |                     |
|  |                                |                                |                                |  |  |                                |                                |                                |   |   |                         |                         |                         |  |  |                     |                     |                     |
|  |                                |                                |                                |  |  | 1                              | Franca                         | 3                              |   |   |                         |                         |                         |  |  |                     |                     |                     |
|  | 8                              | Bauru                          | 2                              |  |  | 8                              | Bauru                          | 0                              |   |   |                         |                         |                         |  |  |                     |                     |                     |
|  | 9                              | Minas                          | 1                              |  |  |                                |                                |                                |   | 1 | Franca                  | 3                       |                         |  |  |                     |                     |                     |
|  |                                |                                |                                |  |  |                                | 4                              | Mogi das Cruzes                | 0 |   |                         |                         |                         |  |  |                     |                     |                     |
|  |                                |                                |                                |  |  | 4                              | Mogi das Cruzes                | 3                              |   |   |                         |                         |                         |  |  |                     |                     |                     |
|  | 5                              | Paulistano                     | 0                              |  |  | 12                             | Basquete Cearense              | 0                              |   |   |                         |                         |                         |  |  |                     |                     |                     |
|  | 12                             | Basquete Cearense              | 2                              |  |  |                                |                                |                                |   |   | 1                       | Franca                  | 2                       |  |  |                     |                     |                     |
|  |                                |                                |                                |  |  |                                | 2                              | Flamengo                       | 3 |   |                         |                         |                         |  |  |                     |                     |                     |
|  |                                |                                |                                |  |  | 2                              | Flamengo                       | 3                              |   |   |                         |                         |                         |  |  |                     |                     |                     |
|  | 7                              | Corinthians                    | 2                              |  |  | 7                              | Corinthians                    | 0                              |   |   |                         |                         |                         |  |  |                     |                     |                     |
|  | 10                             | Universo/Brasília              | 1                              |  |  |                                |                                |                                |   | 2 | Flamengo                | 3                       |                         |  |  |                     |                     |                     |
|  |                                |                                |                                |  |  |                                | 6                              | Botafogo                       | 1 |   |                         |                         |                         |  |  |                     |                     |                     |
|  |                                |                                |                                |  |  | 3                              | Pinheiros                      | 2                              |   |   |                         |                         |                         |  |  |                     |                     |                     |
|  | 6                              | Botafogo                       | 2                              |  |  | 6                              | Botafogo                       | 3                              |   |   |                         |                         |                         |  |  |                     |                     |                     |
|  | 11                             | São José                       | 0                              |  |  |                                |                                |                                |   |   |                         |                         |                         |  |  |                     |                     |                     |

#### Oitavas de final
| Time 1      | Série | Time 2            | 1º Jogo | 2º Jogo | 3º Jogo |
| ----------- | ----- | ----------------- | ------- | ------- | ------- |
| Paulistano  | 0–2   | Basquete Cearense | 68–75   | 74–84   | –       |
| Botafogo    | 2–0   | São José          | 87–81   | 66–61   | –       |
| Corinthians | 2–1   | Universo/Brasília | 78–87   | 92–86   | 83–74   |
| Bauru       | 2–1   | Minas             | 71–78   | 66–59   | 85–64   |

#### Quartas de final
| Time 1          | Série | Time 2            | 1º Jogo | 2º Jogo | 3º Jogo | 4º Jogo | 5º Jogo |
| --------------- | ----- | ----------------- | ------- | ------- | ------- | ------- | ------- |
| Franca          | 3–0   | Bauru             | 94–82   | 83–77   | 90–68   | –       | –       |
| Flamengo        | 3–0   | Corinthians       | 92–73   | 79–60   | 91–65   | –       | –       |
| Pinheiros       | 2–3   | Botafogo          | 76–91   | 67–58   | 89–64   | 73–88   | 78–82   |
| Mogi das Cruzes | 3–0   | Basquete Cearense | 77–69   | 96–71   | 73–71   | –       | –       |

#### Semifinal
| Time 1   | Série | Time 2          | 1º Jogo | 2º Jogo | 3º Jogo | 4º Jogo | 5º Jogo |
| -------- | ----- | --------------- | ------- | ------- | ------- | ------- | ------- |
| Franca   | 3–0   | Mogi das Cruzes | 85–77   | 89–78   | 108–100 | –       | –       |
| Flamengo | 3–1   | Botafogo        | 79–77   | 81–69   | 77–81   | 90–75   | –       |

#### Final
| Time 1 | Série | Time 2   | 1º Jogo | 2º Jogo | 3º Jogo | 4º Jogo | 5º Jogo |
| ------ | ----- | -------- | ------- | ------- | ------- | ------- | ------- |
| Franca | 2–3   | Flamengo | 68–82   | 88–79   | 77–71   | 62–76   | 72–81   |

Jogo 1
| 19 de maio 10:45 | Relatório | Flamengo                                               | 82–68 | Franca                                                 |  | Maracanãzinho, Rio de Janeiro Público: 7.033 Árbitro 1: Marcos Fornies Benito Árbitro 2: Fernando Serpa Oliveira Árbitro 3: Jacob Cassimiro Barreto |  |
| 19 de maio 10:45 | Relatório | Placar por quarto: 20–15, 28–17, 18–19, 16 – 17        |       |                                                        |  | Maracanãzinho, Rio de Janeiro Público: 7.033 Árbitro 1: Marcos Fornies Benito Árbitro 2: Fernando Serpa Oliveira Árbitro 3: Jacob Cassimiro Barreto |  |
| 19 de maio 10:45 | Relatório | Pts: Olivinha 23 Rbts: Olivinha 8 Asts: Franco Balbi 8 |       | Pts: Lucas Dias 15 Rbts: Jimmy 5 Asts: David Jackson 4 |  | Maracanãzinho, Rio de Janeiro Público: 7.033 Árbitro 1: Marcos Fornies Benito Árbitro 2: Fernando Serpa Oliveira Árbitro 3: Jacob Cassimiro Barreto |  |

| Flamengo | Sesi/Franca |

Jogo 2
| 23 de maio 20:00 | Relatório | Franca                                                   | 88–79 | Flamengo                                                |  | Pedrocão, Franca Público: 5.246 Árbitro 1: Cristiano Jesus Maranho Árbitro 2: Jonas de Carlo Pereira Árbitro 3: Diego Chiconato |  |
| 23 de maio 20:00 | Relatório | Placar por quarto: 29–21, 22–15, 16–20, 21–23            |       |                                                         |  | Pedrocão, Franca Público: 5.246 Árbitro 1: Cristiano Jesus Maranho Árbitro 2: Jonas de Carlo Pereira Árbitro 3: Diego Chiconato |  |
| 23 de maio 20:00 | Relatório | Pts: David Jackson 21 Rbts: Lucas Dias 10 Asts: Elinho 6 |       | Pts: Olivinha 19 Rbts: Olivinha 11 Asts: Franco Balbi 4 |  | Pedrocão, Franca Público: 5.246 Árbitro 1: Cristiano Jesus Maranho Árbitro 2: Jonas de Carlo Pereira Árbitro 3: Diego Chiconato |  |

| Sesi/Franca | Flamengo |

Jogo 3
| 25 de maio 14:30 | Relatório | Franca                                                | 77–71 | Flamengo                                                         |  | Pedrocão, Franca Público: 5.330 Árbitro 1: Guilherme Locatelli Árbitro 2: Fabiano Huber Árbitro 3: Andréia Regina da Silva |  |
| 25 de maio 14:30 | Relatório | Placar por quarto: 15–32, 24–10, 18–12, 20–17         |       |                                                                  |  | Pedrocão, Franca Público: 5.330 Árbitro 1: Guilherme Locatelli Árbitro 2: Fabiano Huber Árbitro 3: Andréia Regina da Silva |  |
| 25 de maio 14:30 | Relatório | Pts: Lucas Dias 18 Rbts: Lucas Dias 10 Asts: Alexey 5 |       | Pts: Marquinhos 16 Rbts: Anderson Varejão 8 Asts: Franco Balbi 4 |  | Pedrocão, Franca Público: 5.330 Árbitro 1: Guilherme Locatelli Árbitro 2: Fabiano Huber Árbitro 3: Andréia Regina da Silva |  |

| Sesi/Franca | Flamengo |

Jogo 4
| 1º de junho 14:30 | Relatório | Flamengo                                                        | 76–62 | Franca                                                     |  | Maracanãzinho, Rio de Janeiro Público: 5.792 Árbitro 1: Cristiano Jesus Maranho Árbitro 2: Guilherme Locatelli Árbitro 3: Jacob Cassimiro Barreto |  |
| 1º de junho 14:30 | Relatório | Placar por quarto: 19–16, 14–11, 23–17, 20–18                   |       |                                                            |  | Maracanãzinho, Rio de Janeiro Público: 5.792 Árbitro 1: Cristiano Jesus Maranho Árbitro 2: Guilherme Locatelli Árbitro 3: Jacob Cassimiro Barreto |  |
| 1º de junho 14:30 | Relatório | Pts: Marquinhos 25 Rbts: Olivinha 10 Asts: Franco Balbi/Deryk 3 |       | Pts: David Jackson 14 Rbts: David Jackson 7 Asts: Alexey 7 |  | Maracanãzinho, Rio de Janeiro Público: 5.792 Árbitro 1: Cristiano Jesus Maranho Árbitro 2: Guilherme Locatelli Árbitro 3: Jacob Cassimiro Barreto |  |

| Flamengo | Sesi/Franca |

Jogo 5
| 8 de junho 14:30 | Relatório | Franca                                                     | 72–81 | Flamengo                                                  |  | Pedrocão, Franca Público: 5.621 Árbitro 1: Cristiano Jesus Maranho Árbitro 2: Fabiano Huber Árbitro 3: Jacob Cassimiro Barreto |  |
| 8 de junho 14:30 | Relatório | Placar por quarto: 10–24, 19–21, 15–11, 28–25              |       |                                                           |  | Pedrocão, Franca Público: 5.621 Árbitro 1: Cristiano Jesus Maranho Árbitro 2: Fabiano Huber Árbitro 3: Jacob Cassimiro Barreto |  |
| 8 de junho 14:30 | Relatório | Pts: David Jackson 18 Rbts: David Jackson 8 Asts: Elinho 5 |       | Pts: Marquinhos 18 Rbts: Olivinha 10 Asts: Franco Balbi 6 |  | Pedrocão, Franca Público: 5.621 Árbitro 1: Cristiano Jesus Maranho Árbitro 2: Fabiano Huber Árbitro 3: Jacob Cassimiro Barreto |  |

| Sesi/Franca | Flamengo |

## Premiação

### Campeão
| Novo Basquete Brasil 2018-19            |
| --------------------------------------- |
| Flamengo Campeão (7° título Brasileiro) |

### Melhores do Campeonato
- MVP (Jogador Mais Valioso): J.P. Batista (Mogi das Cruzes)
- MVP das finais: Olivinha (Flamengo)
- Armador do ano: Franco Balbi (Flamengo)
- Alas do ano: David Jackson (Franca) e Marquinhos (Flamengo)
- Pivôs do ano: Lucas Dias (Franca) e J.P. Batista (Mogi das Cruzes)
- Técnico do ano (Troféu Ary Vidal): Léo Figueiró (Botafogo)
- Sexto homem: Alexey (Franca)
- Melhor defensor: Jimmy (Franca)
- Estrangeiro do ano: Franco Balbi (Flamengo)
- Destaque jovem: Didi (Franca)
- Maior evolução: Didi (Franca)
- Cestinha (Troféu Oscar Schimdt): Kyle Fuller (Corinthians) – média de 20,7 pontos por jogo
- Líder em rebotes: J.P. Batista (Mogi das Cruzes) – média de 8,8 por jogo
- Líder em assistências: Gegê (Minas) – média de 7,4 por jogo
- Líder em eficiência: J.P. Batista (Mogi das Cruzes) – média de 20,5 por jogo
- Melhor ataque: Franca – média de 85,7 pontos por jogo
- Melhor defesa: Flamengo – média de 71,1 pontos sofridos por jogo
- Equipe Fair Play: Basquete Cearense